# Gianluca Gaudino
Gianluca Gaudino (Hanau, 11 de novembro de 1996) é um futebolista alemão que atua como meia. Atualmente está no Young Boys.

## Clubes

### Bayern de Munique
Defendia o Bayern de Munique II sendo eventualmente utilizado no elenco da equipe principal pelo treinador Josep Guardiola. Sua estreia ocorreu foi em agosto de 2014, na Supercopa da Alemanha, onde o Bayern foi derrotado pelo Borussia Dortmund.
Já pela Bundesliga, seu primeiro jogo ocorreu contra o Wolfsburg. Tornou-se o quarto atleta mais jovem a disputar uma partida pelo Bayern. Em 3 anos, foram apenas 11 jogos disputados pela equipe principal do Bayern - 8 pelo Campeonato Alemão, um pela Liga dos Campeões, outro pela Copa da Alemanha e o jogo da Supertaça.

### St. Gallen
Em 7 de janeiro de 2016 foi emprestado ao St. Gallen até junho de 2017.

### Chievo
Em junho de 2017, assinou com o Chievo.

## Vida pessoal
É filho do ex-jogador Maurizio Gaudino, que defendeu a Seleção Alemã na Copa de 1994.